# Dwars, duivels en dromend
Dwars, Duivels en Dromend is een boek van Ger Verrips uit 1995 dat gaat over de geschiedenis van de Communistische Partij van Nederland (CPN) van 1938 tot 1991. 
Verrips, zelf twintig jaar lid van de CPN, baseerde het boek op nooit eerder onderzochte documenten, in de tot dan toe gesloten archieven van de CPN in Amsterdam, de Communistische Partij van de Sovjet-Unie (CPSU) in Moskou en de Binnenlandse Veiligheidsdienst. Hij sprak met diverse vooraanstaande leden van de partij, onder wie Annie van Ommeren-Averink, Bertus Brandsen, Harry Verheij, Jan Vlietman en Huib Zegeling.
Hij schetst een portret van Paul de Groot, veertig jaar de leider van de CPN. Hij beschrijft het functioneren van de illegale CPN in de oorlogsjaren en het verzet van de communisten. Verder beschrijft hij de Koude Oorlog, de reacties op de Hongaarse Opstand, de breuk met Moskou en de interne partijstrijd. Ook de laatste periode van crisis, intellectuele opleving, feminisering en de uiteindelijke teloorgang die tot opheffing van de partij, wat uiteindelijk tot samengaan met andere partijen in GroenLinks leidde, zijn beschreven.

## Recensies
Er verschenen diverse recensies van dit boek in de landelijke dagbladen en in blogs:
- in de NRC door Wouter Gortzak[1]
- in Trouw[2]
- Jakob Java's wereld[3]